# Григорьев, Дмитрий Яковлевич
Дмитрий Яковлевич Григорьев (17 ноября 1897, д. Ивановка, Саратовская губерния — 7 августа 1970, Горький) — советский военный деятель, генерал-майор (3 мая 1942 года).

## Биография
Родился 17 ноября 1897 года в деревне Ивановка (ныне — Татищевского района Саратовской области).

### Первая мировая и гражданская войны
В 1916 году был призван в ряды Русской Императорской армии, после чего был направлен рядовым в 219-й запасной Кавказский полк (Кавказский фронт), при котором в том же году окончил учебную команду, после чего служил на должности командира отделения. В январе 1918 года был демобилизован из рядов армии в чине унтер-офицера. В октябре того же года был призван в ряды РККА и направлен на учёбу на Саратовские агитационно-вербовочные курсы, а в январе 1919 года — на 1-е Саратовские пехотно-пулемётные курсы, после окончания которых в марте 1920 года служил на этих же курсах на должностях командира взвода и временно исполняющего должности командира и помощника командира курсантской роты. В составе сводного курсантского батальона этих же курсов Григорьев принимал участие в боевых действиях на Восточном фронте.

### Межвоенное время
В 1924 году окончил Высшую тактическо-стрелковую школу комсостава РККА, после чего командовал ротой в составе Саратовской пехотной школе, а с ноября 1927 года служил в составе 100-го стрелкового полка, дислоцированного в Уфе, на должностях командира батальона и начальника полковой школы. В декабре 1930 года был назначен на должность начальника штаба 36-го Славгородского стрелкового полка, а с июня 1931 года служил на должностях помощника начальника 10-го сектора и начальника 1-го отдела командного управления Главного управления РККА.
После окончания вечернего отделения Военной академии имени М. В. Фрунзе с февраля 1935 года служил на должностях помощника начальника, заместителя начальника и исполняющего должность начальника 5-го отдела Управления командного и начальствующего состава РККА. В апреле 1937 года — был назначен на должность начальника строевого отдела Академии Генштаба РККА, а в апреле 1938 года — на должность заместителя начальника штаба Среднеазиатского военного округа.
В 1941 году окончил Академию Генштаба имени К. Е. Ворошилова.

### Великая Отечественная война
С началом войны в июне 1941 года Григорьев был назначен на должность начальника штаба Архангельского военного округа, а в июне 1943 года — на должность начальника штаба 47-го стрелкового корпуса, который принимал участие в ходе Белгородско-Харьковской наступательной операции, а также в битве за Днепр и освобождении Правобережной Украины. С 16 по 20 сентября Григорьев временно командовал корпусом, который принимал участие в наступательных боевых действиях на лубненском направлении на Букрин, находящийся в 75 километрах северо-западнее от Черкасс. За мужество и отвагу, проявленные при прорыве обороны противника в Курской битве, при форсировании реки Днепр и удержании плацдарма на его правом берегу, Дмитрий Яковлевич Григорьев был награждён орденами Отечественной войны 1 степени и Красного Знамени.
В мае 1944 года был назначен на должность начальника штаба 101-го стрелкового корпуса, после чего принимал участие в ходе Львовско-Сандомирской, Карпатско-Дуклинской, Западно-Карпатской, Моравско-Остравской и Пражской наступательных операциях.
За умелое руководство войсками и проявленные при этом мужество и стойкость при взятии Львова и при прорыве обороны противника и взятии городов Ясло и Горлице, форсировании реки Дунай Дмитрий Яковлевич Григорьев был награждён орденами Богдана Хмельницкого 2 степени и Кутузова 2 степени.

### Послевоенная карьера
После окончания войны Григорьев продолжил служить на должности начальника штаба этого же корпуса в составе Прикарпатского военного округа. В мае 1946 года был назначен на должность начальника штаба 3-го горно-стрелкового корпуса, в феврале 1949 года — на должность начальника штаба 73-го стрелкового корпусов, а в мае 1949 года — на должность заместителя начальника штаба по организационно-мобилизационным вопросам Горьковского военного округа.
Генерал-майор Дмитрий Яковлевич Григорьев в июле 1953 года вышел в запас.
Умер 7 августа 1970 года в Горьком. Похоронен на кладбище «Марьина Роща».

## Награды
- Орден Ленина;
- Три ордена Красного Знамени;
- Орден Кутузова 2 степени;
- Орден Богдана Хмельницкого 2 степени;
- Орден Отечественной войны 1 степени;
- Медали;
- Иностранные ордена.

## Воинские звания
- Комбриг (20 февраля 1938 года);
- Генерал-майор (3 мая 1942 года).